# Radiatori

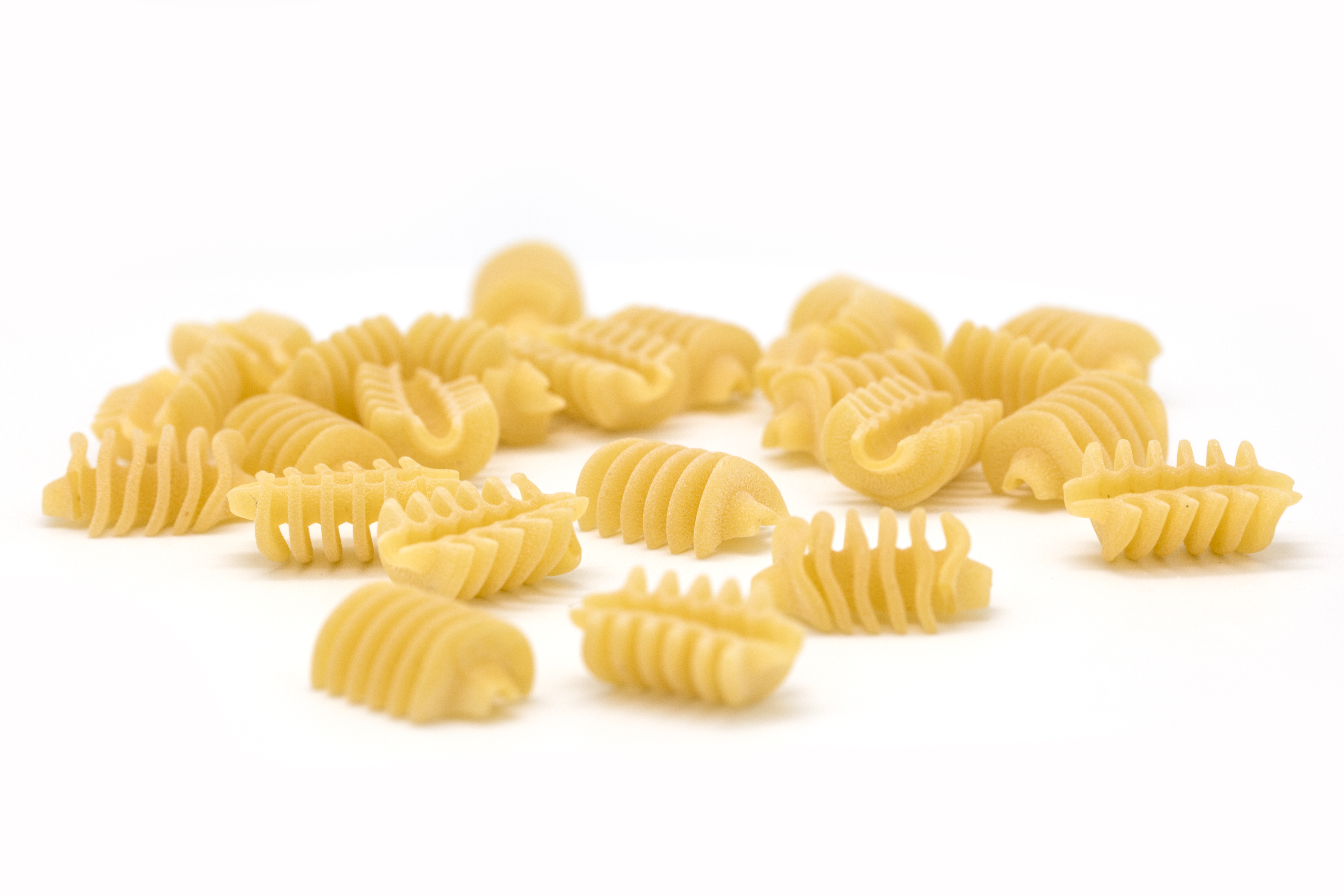
Radiatori

Radiatori (także: marziani, dosł., z uwagi na kształt: kaloryfery, grzejniki) – rodzaj ekstrudowanego włoskiego makaronu, wymyślony w okresie międzywojennym, ale popularność zyskał dopiero w latach 60. XX wieku.
Kształt wzorowany jest na staromodnych grzejnikach. Ma on za zadanie, dzięki zwiększonej powierzchni kawałka makaronu, utrzymywać długo ciepło potrawy i wyłapywać jak najwięcej sosu z talerza. W związku z tym podaje się go z gęstymi i zawiesistymi sosami warzywnymi lub mięsnymi. Może być też dodatkiem do zup i sałatek. Oferowany jest także w wersjach barwionych. Może być stosowany wymiennie z conchiglie lub ruote.